# Pristanišče Akaba
Pristanišče Akaba je edino pristanišče v Jordaniji in je v lasti Aqaba Development Corporation (ADC). Ima 12 terminalov, ki jih upravlja pet operaterjev: Aqaba Company for port management and operation ; Aqaba Container Terminal; Industrial Port Company; phosphate Company; National Electricity power Company in pilotaža, ki jo upravlja, ki jo upravlja pristaniško podjetje Marine Services Aqaba.

## Zgodovina
Akaba je bila glavno pristanišče že od železne dobe. Biblija se sklicuje na območje v 1 Kr 9,26: »V Ecjón Geberju, ki je pri Elátu na obrežju Trstičnega morja v edómski deželi, je kralj Salomon napravil ladjevje", v katerem se Eloth sklicuje na pristanišče na razlogi Akabe. (Ezion-Geber (klasično hebrejsko: עֶצְיֹן גֶּבֶר, Etzyon Gever, tudi Asiongaber) je bilo mesto Idumea, svetopisemsko morsko pristanišče na severni skrajni strani zaliva Akabe, na območju sodobne Akabe in Eilata.) Posebno pomembno je bilo pristanišče Akaba, potem ko so Osmani zgradili Hedžaško železnico, ki pristanišče povezuje z Damaskom in Medino. Danes gospodarstvo Akabe večinoma temelji na pristaniškem sektorju. Pred kratkim je konzorcij podjetij v Abu Dabiju, imenovan Al Maabar, dobil ponudbo za premestitev in upravljanje pristanišča Akaba za 30 let in razširitev obstoječega trajektnega terminala, ki sprejme približno 1,3 milijona potnikov in tisoč tovornjakov in avtomobilov, ki prihajajo z obale v Egiptu.

## Prestavitev
Leta 2006 je bilo pristanišče zaradi globljega vodostaja preseljeno iz središča mesta na jug. Predvidena je bila tudi druga selitev; pristanišče bi postavili blizu najjužnejšega dela province v bližini meje s Saudovo Arabijo.  Njegova zmogljivost bo presegla zmogljivost sedanjega pristanišča. Projekt je bil zaključen do leta 2014.

## Kontejnerski terminal
V pristanišču je kontejnerski terminal Akaba, edino kontejnersko pristanišče v Jordaniji in po količini zabojnikov drug najbolj obremenjen objekt na Rdečem morju. To je logistično središče in pomemben del jordanskega gospodarstva. Je glavni prehod za jordanski trg in ključno tranzitno mesto za prevoz tovora med državami v regiji.
Terminal je skupno podjetje med Aqaba Development Corporation in APM Terminals v skladu s 25-letnim sporazumom med gradnjo in upravljanjem prenosa, ki je bil podpisan leta 2006 . Projekt širitve terminalov, ki je bil zaključen oktobra 2013, je na obstoječi pomol prispeval 460 metrov, da bi ustvaril skupno dolžino nabrežja en kilometer, s čimer je povečal letno zmogljivost pretovora na 1,3 milijona TEU. Razširitveni program, ki se je začel leta 2009, je vključeval dobavo dveh novih žerjavov med ladjo in obalo z dosegom 22 zabojnikov in štirih žerjavih z žerjavom.
Leta 2004 je razvojna korporacija Aqaba v imenu organa za posebno gospodarsko cono Aqaba (ASEZA) pridobila upravljanje in vzdeževanje terminala. Leta 2006 je bil podpisan 25-letni sporazum o skupnem razvoju. V skladu s to pogodbo je APM Terminals Jordan odgovoren za vzdrževanje, upravljanje in trženje terminala. 